# 周苡嘉
周苡嘉（英語：Yi-Chia Chou），台灣女科學家。畢業於美國加州大學洛杉磯分校博士班，曾於IBM華生研究中心擔任博士後研究員，2012年返台任教於交大，研究领域为電子顯微鏡學、半導體奈米現生長、物理材料、複合材料生長動力學，及奈米尺度相變。她在三五族奈米線領域的研究曾登上《Science》，成為交通大學最年輕登上該期刊的第一計畫主持人。2022年，她轉任台灣大學材料系教授。
歷年榮獲IBM教授貢獻獎、科技部哥倫布計畫、以及第十二屆台灣傑出女科學家「新秀獎」等殊榮。

## 生平
1983年，周苡嘉出生於嘉義，父為大學職員、母為裁縫師。她自小喜歡讀書，熱愛科學，其他女生的偶像是歌手、電影明星，而她的偶像則是女科學家。她高三時參加吳健雄科學營，立志要成為像吳健雄一樣的女科學家。周苡嘉就讀嘉義女中數理資優班，當時班上風氣以醫學系為目標，在得知未能考取醫學系，她放棄重考，选择進入國立清華大學材料系就讀。
大學畢業，她面臨留在國內取得碩士學位，或出國唸博士班，在師長們的鼓勵下，她提出了自己的自傳和計劃書，获得前往加州大學洛杉磯分校就讀博士班的機會及全額獎學金。她用了三年九個月的時間取得博士學位。
2010年，周苡嘉取得博士班學位，進入美國IBM華生中心擔任博士後研究員。2012年回國，任教於國立交通大學（現今的國立陽明交通大學）電子物理系，2022年，她在國立臺灣大學材料科學與工程學系暨研究所任職教授，現也擔任《Scientific Reports》副編輯

## 學術成就
周苡嘉研究领域为電子顯微鏡學、半導體奈米現生長、物理材料、複合材料生長動力學，及奈米尺度相變。她透過臨場電子顯微鏡及高效能電子顯微鏡瞭解半導體奈米材料與特殊結構的整合，并將半導體科技發展與基礎物理和材料科學連結。在擔任IBM華生研究中心計畫主持人期間，她在「三五族奈米線」的研究成果《Atomic-Scale Variability and Control of III-V Nanowire Growth Kinetics》被刊登在美國科學促進會（AAAS）出版的《Science》期刊上，是交通大學有史以來，以第一計畫主持人身分，登上該期刊最年輕的學者。
「奈米」為尺寸單位，奈米科技運用在電腦、手機等產品。「三五族材料」，係元素週期表8族元素的第3族元素與第5族元素之化合物，相比四族材料具有較高頻率及較低消耗功率的特性。周苡嘉透過觀察三五族在原子等級的結晶沉積成長過程，將過程錄影，每秒30張照片，共近一千萬張顯微鏡照片，藉由一張張反覆觀察，發現晶體結構轉變時，成長速度會加快，這打破了過去對三五族材料成長的既有認知，並解釋了長期未解的科學現象。

## 家庭生活
周苡嘉在大學畢業後赴美求學、工作六年，曾旅居美國加州與紐約。她表示在國外工作期間錯過與家人的相處感到遺憾。但對她而言，科學成就與人生幸福同等重要。

## 育兒與研究的雙重挑戰
作為母親與研究者，周苡嘉曾在育兒和研究的路上遇到挑戰，遇過不少必須帶孩子參與學術活動的情境。會勇敢表達讓對方知道處境與需求。長期參與物理學會女性工作小組，也見證許多制度上的進步。如研討會設置托嬰與托育設施，讓育兒不再成為學術參與的阻礙；以及，「國科會專題研究計畫生育支持措施」提供懷孕或育有3歲以下幼兒的研究者可申請博士後人員協助，以保障研究不中斷。友善的政策讓她可以兼顧家庭與學術生涯。

## 獎項
| 年份 | 獎項                               |
| ---- | ---------------------------------- |
| 2017 | IBM教授貢獻獎（IBM Faculty Award） |
| 2018 | 年輕學者養成計畫-哥倫布計畫        |
| 2019 | 台灣傑出女科學家新秀獎             |
| 2023 | 國立臺灣大學工學院學術勵進獎       |
| 2023 | 中國材料科學學會優秀年輕學者獎     |
| 2023 | 台灣電子材料與元件協會傑出青年獎   |
| 2024 | TACT傑出青年獎                     |